# Liga ACB 2015-2016
La stagione 2015–16 è stata la trentatreesima stagione della Liga ACB, il massimo campionato spagnolo di pallacanestro, detto anche Liga Endesa con il nome dello sponsor. La stagione regolare ha avuto inizio il 10 ottobre 2015 per terminare il 22 maggio 2016. I playoff si sono giocati dal 26 maggio al 26 giugno.

## Squadre

### Promozioni e retrocessioni
Nella regular season competeranno 18 squadre, con 16 provenienti dalla passata stagione insieme alle due promosse dalla Liga LEB Oro 2014-2015.
Squadre promosse dalla LEB Oro
- Ford Burgos (non ha rispettato i requisiti per l'iscrizione. Il suo posto è stato offerto al San Sebastián Gipuzkoa)[2]
- Club Ourense Baloncesto (non ha rispettato i requisiti per l'iscrizione.[3] L'assemblea di lega non ha ammesso l'iscrizione della squadra. Il suo posto è stato offerto al Montakit Fuenlabrada)[4]

### Squadre partecipanti
| Squadra                        | Città                      | Palazzetto              | Capacità |
| ------------------------------ | -------------------------- | ----------------------- | -------- |
| Baloncesto Sevilla             | Siviglia                   | Palacio San Pablo       | 10,200   |
| CAI Zaragoza                   | Saragozza                  | Pabellón José Luis Abós | 10,744   |
| Dominion Bilbao Basket         | Bilbao                     | Bilbao Arena            | 10,040   |
| FC Barcelona Lassa             | Barcellona                 | Palau Blaugrana         | 8,250    |
| FIATC Joventut                 | Badalona                   | Palau Olímpic           | 12,760   |
| Herbalife Gran Canaria         | Las Palmas                 | Gran Canaria Arena      | 11,500   |
| Iberostar Tenerife             | San Cristóbal de La Laguna | Santiago Martín         | 5,100    |
| ICL Manresa                    | Manresa                    | Nou Congost             | 5,000    |
| Laboral Kutxa Baskonia         | Vitoria-Gasteiz            | Fernando Buesa Arena    | 15,504   |
| Montakit Fuenlabrada           | Fuenlabrada                | Fernando Martin         | 5,700    |
| MoraBanc Andorra               | Andorra la Vella           | Poliesportiu d'Andorra  | 5,000    |
| Movistar Estudiantes           | Madrid                     | Barclaycard Center      | 13,500   |
| Real Madrid                    | Madrid                     | Barclaycard Center      | 13,500   |
| RETAbet.es GBC                 | San Sebastián              | San Sebastián Arena     | 10,241   |
| Río Natura Monbús Obradoiro    | Santiago di Compostela     | Multiusos Fontes do Sar | 5,824    |
| Universidad Católica de Murcia | Murcia                     | Palacio de Deportes     | 7,454    |
| Unicaja                        | Malaga                     | Martín Carpena          | 11,300   |
| Valencia Basket                | Valencia                   | Fuente de San Luis      | 9,000    |

### Organigramma e sponsor
| Squadra                        | Proprietario           | Allenatore           | Capitano            | Sponsor  | Sponsor tecnico      |
| ------------------------------ | ---------------------- | -------------------- | ------------------- | -------- | -------------------- |
| Baloncesto Sevilla             | Fernando Moral         | Luis Casimiro        | Ondřej Balvín       | Spalding |                      |
| CAI Zaragoza                   | Reynaldo Benito        | Joaquín Ruiz Lorente | Henk Norel          | Mercury  | Caja Inmaculada      |
| Dominion Bilbao Basket         | Xabier Davalillo       | Sito Alonso          | Álex Mumbrú         | Erreà    | Dominion, RETAbet.es |
| FC Barcelona Lassa             | Josep Maria Bartomeu   | Xavi Pascual         | Juan Carlos Navarro | Nike     | Lassa Tyres          |
| FIATC Joventut                 | Jordi Villacampa       | Salva Maldonado      | Nacho Llovet        | Spalding | FIATC                |
| Herbalife Gran Canaria         | Joaquín Costa          | Aíto García Reneses  | Eulis Báez          | Spalding | Herbalife            |
| Iberostar Tenerife             | Félix Hernández        | Alejandro Martínez   | Nicolás Richotti    | Austral  | Iberostar            |
| ICL Manresa                    | Josep Vives            | Ibon Navarro         | Álex Hernández      | Joma     | ICL Iberia           |
| Laboral Kutxa Baskonia         | José Antonio Querejeta | Velimir Perasović    | Fabien Causeur      | Hummel   | Laboral Kutxa        |
| Montakit Fuenlabrada           | José Quintana          | Žan Tabak            | Rolands Šmits       | BFS      | Montakit             |
| MoraBanc Andorra               | Gorka Aixàs            | Joan Peñarroya       | Víctor Sada         | Kon      | MoraBanc             |
| Movistar Estudiantes           | Juan Francisco García  | Diego Ocampo         | Jaime Fernández     | Joma     | Movistar             |
| Real Madrid                    | Florentino Pérez       | Pablo Laso           | Felipe Reyes        | Adidas   | Teka                 |
| RETAbet.es GBC                 | Nekane Arzallus        | Jaume Ponsarnau      | David Doblas        | Elements | RETAbet.es           |
| Río Natura Monbus Obradoiro    | Raúl López             | Moncho Fernández     | Fran Cárdenas       | Vive     | Río Natura, Monbus   |
| Universidad Católica de Murcia | Luis Carabante         | Fōtīs Katsikarīs     | José Ángel Antelo   | Spalding | UCAM                 |
| Unicaja                        | Eduardo García         | Joan Plaza           | Fran Vázquez        | Spalding | Unicaja              |
| Valencia Basket                | Pablo Marín            | Pedro Martínez       | Rafael Martínez     | Luanvi   | Cultura del Esfuerzo |

### Allenatori
| Squadra                | Allenatore precedente | Motivo del cambio        | Data del cambio | Position in table | Sostituito con    | Data di insediamento |
| ---------------------- | --------------------- | ------------------------ | --------------- | ----------------- | ----------------- | -------------------- |
| Laboral Kutxa Baskonia | Ibon Navarro          | Scadenza contratto       | 5 June 2015     | Pre-season        | Velimir Perasović | 6 June 2015          |
| UCAM Murcia            | Diego Ocampo          | Scadenza contratto       | 12 June 2015    | Pre-season        | Fōtīs Katsikarīs  | 1 July 2015          |
| Valencia Basket        | Carles Duran          | Nominato assistant coach | 15 June 2015    | Pre-season        | Pedro Martínez    | 21 June 2015         |
| ICL Manresa            | Pedro Martínez        | Dimesso                  | 19 June 2015    | Pre-season        | Ibon Navarro      | 16 July 2015         |
| Movistar Estudiantes   | Txus Vidorreta        | Scadenza contratto       | 30 June 2015    | Pre-season        | Diego Ocampo      | 14 July 2015         |
| Montakit Fuenlabrada   | Jesús Sala            | Scadenza contratto       | 30 June 2015    | Pre-season        | Žan Tabak         | 10 July 2015         |

## Regular season

### Risultati
| Casa \ Fuori           | SEV    | CAI     | DBB    | FCB   | CJB     | HGC   | TFE    | ICL    | LBO    | FUE    | MBA     | MOV    | RMB    | GBC    | OBR    | UCM    | UNI   | VBC     |
| Baloncesto Sevilla     |        | 73-84   | 71-81  | 58-97 | 106-101 | 97-72 | 81-76  | 67-84  | 100-92 | 85-78  | 88-81   | 82-59  | 90-97  | 86-80  | 67-58  | 85-90  | 94-84 | 67-81   |
| CAI Zaragoza           | 91-87  |         | 69-71  | 76-87 | 94-83   | 87-96 | 78-65  | 82-65  | 66-90  | 79-80  | 73-80   | 81-62  | 80-88  | 80-59  | 76-64  | 84-64  | 76-72 | 75-78   |
| Dominion Bilbao Basket | 101-82 | 72-73   |        | 55-77 | 85-77   | 59-85 | 64-67  | 73-63  | 89-83  | 86-71  | 83-72   | 85-91  | 80-71  | 92-99  | 88-83  | 90-79  | 88-70 | 104-111 |
| FC Barcelona Lassa     | 108-54 | 84-76   | 66-57  |       | 83-74   | 85-75 | 93-58  | 84-57  | 89-68  | 76-65  | 84-79   | 89-67  | 86-91  | 97-61  | 67-57  | 77-71  | 83-77 | 91-94   |
| FIATC Joventut         | 89-83  | 71-70   | 73-92  | 59-85 |         | 96-76 | 83-75  | 63-76  | 68-89  | 66-79  | 79-90   | 75-58  | 69-79  | 90-88  | 74-71  | 94-84  | 84-90 | 66-73   |
| Herbalife Gran Canaria | 76-67  | 91-79   | 91-85  | 81-96 | 82-67   |       | 90-80  | 88-59  | 93-90  | 109-88 | 98-85   | 82-80  | 93-103 | 97-64  | 88-75  | 87-75  | 98-65 | 68-84   |
| Iberostar Tenerife     | 90-71  | 82-78   | 77-71  | 64-83 | 73-68   | 65-63 |        | 65-71  | 93-80  | 67-92  | 81-83   | 73-75  | 93-84  | 72-74  | 71-56  | 70-69  | 57-64 | 82-86   |
| ICL Manresa            | 65-72  | 86-79   | 67-72  | 60-75 | 84-85   | 70-78 | 86-73  |        | 76-85  | 73-78  | 61-74   | 85-67  | 70-102 | 78-80  | 64-81  | 77-69  | 64-75 | 62-74   |
| Laboral Kutxa Baskonia | 89-73  | 100-71  | 108-62 | 87-79 | 102-99  | 77-67 | 92-98  | 83-80  |        | 101-79 | 95-83   | 107-77 | 86-80  | 101-73 | 82-75  | 90-67  | 56-83 | 79-73   |
| Montakit Fuenlabrada   | 79-81  | 105-85  | 79-75  | 82-84 | 80-81   | 92-72 | 85-94  | 78-60  | 97-108 |        | 78-72   | 85-71  | 91-85  | 94-82  | 90-85  | 61-73  | 89-79 | 81-86   |
| MoraBanc Andorra       | 92-73  | 91-81   | 69-79  | 66-89 | 96-65   | 84-77 | 77-79  | 74-77  | 91-99  | 80-89  |         | 84-82  | 80-99  | 88-70  | 74-84  | 86-91  | 82-79 | 78-86   |
| Movistar Estudiantes   | 102-76 | 110-116 | 81-70  | 74-69 | 83-86   | 70-87 | 80-84  | 86-57  | 58-85  | 74-80  | 75-82   |        | 75-80  | 85-90  | 71-70  | 67-82  | 91-84 | 73-81   |
| Real Madrid            | 107-83 | 96-84   | 102-80 | 84-91 | 91-77   | 85-68 | 112-89 | 106-68 | 93-88  | 129-81 | 107-78  | 97-79  |        | 94-88  | 111-81 | 101-80 | 85-80 | 82-88   |
| RETAbet.es GBC         | 68-76  | 75-84   | 63-75  | 69-84 | 70-74   | 79-87 | 71-80  | 89-70  | 83-91  | 68-82  | 83-80   | 78-73  | 61-94  |        | 82-75  | 67-76  | 60-86 | 79-121  |
| Rio Natura Monbus      | 88-53  | 82-67   | 93-89  | 62-69 | 83-79   | 68-80 | 82-84  | 71-79  | 69-86  | 95-100 | 104-103 | 73-71  | 63-79  | 81-68  |        | 88-69  | 64-77 | 79-91   |
| UCAM Murcia            | 80-76  | 110-102 | 96-68  | 74-82 | 80-78   | 71-75 | 88-83  | 73-75  | 68-66  | 99-75  | 76-72   | 83-70  | 99-104 | 78-64  | 87-83  |        | 58-60 | 80-62   |
| Unicaja                | 71-66  | 77-69   | 82-77  | 77-81 | 70-59   | 92-87 | 85-75  | 85-58  | 66-74  | 81-59  | 82-71   | 89-59  | 62-88  | 94-55  | 73-65  | 79-90  |       | 77-65   |
| Valencia Basket        | 82-92  | 81-74   | 85-49  | 75-65 | 76-69   | 86-61 | 93-75  | 83-56  | 85-78  | 100-84 | 81-67   | 62-68  | 84-85  | 92-65  | 76-56  | 65-54  | 81-70 |         |

### Classifica finale
|     | Squadra                     | G  | V  | P  | PF    | PS    | Pt. | Qualificazione                  |
| --- | --------------------------- | -- | -- | -- | ----- | ----- | --- | ------------------------------- |
| 1   | FC Barcelona Regal          | 34 | 29 | 5  | 2.835 | 2.384 | 63  | playoffs                        |
| 2.  | Real Madrid                 | 34 | 29 | 5  | 3.229 | 2.767 | 63  | playoffs                        |
| 3.  | Valencia Basket             | 34 | 28 | 6  | 2.831 | 2.501 | 62  | playoffs                        |
| 4.  | Caja Laboral                | 34 | 24 | 10 | 2.987 | 2.703 | 58  | playoffs                        |
| 5.  | Herbalife Gran Canaria      | 34 | 21 | 13 | 2.818 | 2.705 | 55  | playoffs                        |
| 6.  | Unicaja                     | 34 | 20 | 14 | 2.637 | 2.508 | 48  | playoffs                        |
| 7.  | UCAM Murcia                 | 34 | 18 | 16 | 2.683 | 2.663 | 52  | playoffs                        |
| 8.  | Montakit Fuenlabrada        | 34 | 17 | 17 | 2.793 | 2.854 | 51  | playoffs                        |
| 9.  | Iberostar Tenerife          | 34 | 16 | 18 | 2.610 | 2.708 | 50  |                                 |
| 10. | Dominion Bilbao Basket      | 34 | 16 | 18 | 2.647 | 2.726 | 50  |                                 |
| 11. | Baloncesto Sevilla          | 34 | 14 | 20 | 2.662 | 2.873 | 48  |                                 |
| 12. | CAI Zaragoza                | 34 | 13 | 21 | 2.719 | 2.777 | 47  |                                 |
| 13. | FIATC Mutua Joventut        | 34 | 13 | 21 | 2.634 | 2.783 | 47  |                                 |
| 14. | Mora Banc Andorra           | 34 | 12 | 22 | 2.744 | 2.827 | 46  |                                 |
| 15. | Rio Natura Monbus Obraidoro | 34 | 10 | 24 | 2.564 | 2.685 | 44  |                                 |
| 16. | ICL Manresa                 | 34 | 10 | 24 | 2.383 | 2.669 | 44  |                                 |
| 17. | Movistar Estudiantes        | 34 | 9  | 25 | 2.564 | 2.789 | 44  | ripescata in Liga ACB 2016-2017 |
| 18. | RETAbet.es GBC              | 34 | 7  | 27 | 2.477 | 2.895 | 42  | retrocessa in LEB               |

## Playoffs

### Tabellone
|  | Quarti di finale | Quarti di finale | Quarti di finale |             |              | Semifinali  | Semifinali | Semifinali |  |  | Finali | Finali     | Finali |
|  |                  |                  |                  |             |              |             |            |            |  |  |        |            |        |
|  | 1.               | Barcellona       | 2                |             |              |             |            |            |  |  |        |            |        |
|  | 8.               | Fuenlabrada      | 0                |             |              |             |            |            |  |  |        |            |        |
|  | 8.               | Fuenlabrada      | 0                |             | 1.           | Barcellona  | 3          |            |  |  |        |            |        |
|  |                  |                  |                  |             | 1.           | Barcellona  | 3          |            |  |  |        |            |        |
|  |                  | 4.               | Saski Baskonia   | 1           |              |             |            |            |  |  |        |            |        |
|  | 4.               | 4.               | Saski Baskonia   | 1           | Gran Canaria | 1           |            |            |  |  |        |            |        |
|  | 4.               |                  |                  |             | Gran Canaria | 1           |            |            |  |  |        |            |        |
|  | 5.               | Saski Baskonia   | 2                |             |              |             |            |            |  |  |        |            |        |
|  |                  |                  |                  |             |              |             |            |            |  |  | 1.     | Barcellona | 1      |
|  |                  |                  | 3.               | Real Madrid | 3            |             |            |            |  |  |        |            |        |
|  | 2.               | Real Madrid      | 2                |             |              |             |            |            |  |  |        |            |        |
|  | 7.               | Murcia           | 1                |             |              |             |            |            |  |  |        |            |        |
|  | 7.               | Murcia           | 1                |             | 2.           | Real Madrid | 3          |            |  |  |        |            |        |
|  |                  |                  |                  |             | 2.           | Real Madrid | 3          |            |  |  |        |            |        |
|  |                  | 3.               | Valencia         | 1           |              |             |            |            |  |  |        |            |        |
|  | 3.               | 3.               | Valencia         | 1           | Valencia     | 2           |            |            |  |  |        |            |        |
|  | 3.               |                  |                  |             | Valencia     | 2           |            |            |  |  |        |            |        |
|  | 6.               | Málaga           | 1                |             |              |             |            |            |  |  |        |            |        |

### Quarti di finale
| Squadra 1             | Totale | Squadra 2              | Gara 1  | Gara 2 | Gara 3 |
| --------------------- | ------ | ---------------------- | ------- | ------ | ------ |
| Barcellona            | 2 - 0  | Fuenlabrada            | 99-65   | 84-68  |        |
| Laboral Kutxa Vitoria | 2 - 1  | Herbalife Gran Canaria | 81-76   | 87-93  | 78-71  |
| Real Madrid           | 2 - 1  | UCAM Murcia            | 107-103 | 87-91  | 93-86  |
| Valencia Basket       | 2 - 0  | Unicaja Malaga         | 79-75   | 88-59  |        |

### Semifinali
| Squadra 1   | Totale | Squadra 2             | Gara 1 | Gara 2 | Gara 3 | Gara 4 | Gara 5 |
| ----------- | ------ | --------------------- | ------ | ------ | ------ | ------ | ------ |
| Barcellona  | 3 - 1  | Laboral Kutxa Vitoria | 84-57  | 73-68  | 83-89  | 85-69  |        |
| Real Madrid | 3 - 1  | Valencia Basket       | 82-57  | 97-88  | 86-87  | 82-80  |        |

### Finale
| Squadra 1   | Totale | Squadra 2  | Gara 1 | Gara 2 | Gara 3 | Gara 4 | Gara 5 |
| ----------- | ------ | ---------- | ------ | ------ | ------ | ------ | ------ |
| Real Madrid | 3 - 1  | Barcellona | 99-100 | 90-70  | 91-74  | 91-84  |        |

## Premi e riconoscimenti
- MVP regular season:  Iōannīs Mpourousīs, Saski Baskonia
- MVP finali:  Sergio Llull, Real Madrid
- Miglior giovane:  Juancho Hernangómez, Estudiantes
- Miglior allenatore:  Xavi Pascual, FC Barcelona Regal
- Quintetto ideale:
  -  Darius Adams, Laboral Kutxa Vitoria
  -  Sergio Rodríguez, Real Madrid
  -  Alex Mumbrù, Bilbao Basket
  -  Justin Hamilton, Valencia
  -  Iōannīs Mpourousīs, Laboral Kutxa Vitoria